# Megaresort
Un megaresort es un tipo de estación turística que integra el servicio ofrecido por un hotel, casino, alimentación, entretenimiento, y compras en un lugar temático altamente estilizado. Los hoteles a lo largo del Strip de Las Vegas son típicamente llamados como megaresorts debido a su complejidad e inmenso tamaño que tienen.
Dos proyectos en 1969 y 1973 de la ciudad de Las Vegas, Nevada  por el arquitecto Martin Stern, Jr. y Emprendedor Kirk Kerkorian, el Hotel International (después Las Vegas Hilton) y el MGM Grand Hotel and Casino (después el Bally's Las Vegas), impusieron los estándares para ese tipo de casino resorts.
Después del International y el MGM Grand, el primer megaresort es generalmente siempre ha sido[cita requerida] el hotel The Mirage dado su tamaño y énfasis en entretenimiento que no tengan que ver con juegos de mesas o casinos, y con opciones como compras, Restaurantes de alta cocina o gourmet para atraer a clientes. Los megaresorts usan el mismo fantástico o tema mítico (o vida medieval como el Excalibur, o tropical como el The Mirage, de ciudades famosas, etc.) en sus propiedades.

## Megaresorts en el Strip de Las Vegas
Listados desde el norte al sur:
| Nombre                           | Habitaciones                |
| -------------------------------- | --------------------------- |
| Stratosphere                     | 2.444                       |
| Wynn Las Vegas                   | 2.716                       |
| Treasure Island (TI)             | 2.900                       |
| The Venetian                     | 4.049                       |
| The Mirage                       | 3.044                       |
| Harrah's                         | 2.667                       |
| Imperial Palace                  | 2.635                       |
| Caesars Palace                   | 3.349                       |
| Bellagio                         | 3.953                       |
| Paris                            | 2.916                       |
| Planet Hollywood                 | 2.567                       |
| Monte Carlo                      | 3.014                       |
| MGM Grand (Incluyendo Signature) | 6.772                       |
| New York-New York                | 2.035                       |
| Excalibur                        | 4.008                       |
| Luxor                            | 4.476                       |
| Mandalay Bay                     | (incluyendo THEhotel) 4.825 |